# Franco z Lutychu
Franco z Lutychu (zemřel kolem roku 1083) byl matematik, který se zabýval problémem kvadratury kruhu. Byl kancléřem (doloženo 1057) a později scholastikem katedrální školy při katedrále svatého Lamberta v Lutychu (před 1066 – po 1083).
Kolem roku 1050 sepsal De quadratura circuli, ve kterém popisuje své snahy o převod kruhu na čtverec. Bylo mu připisováno i hudební pojednání Quaestiones in musica, za jehož autora je obvykle pokládán Rudolf ze Saint-Trondu. Sigebert z Gembloux mu připisuje další díla, včetně životopisů některých světců, básně Ligno crucis a pojednání o suchých dnech (De Jejunio IIIIor temporum).
Jeho žákem byl Kosmas z Prahy.